# 智利柏
智利柏（学名：Fitzroya cupressoides）是一種柏樹，原產於智利南部及阿根廷的安地斯山脈。它們的學名是為紀念羅伯特·費茲羅伊（Robert FitzRoy）。
智利柏是一種常綠樹，是南美洲最大的樹種，高40-60米，樹幹直徑長5米。葉子環生，形為交叉狀，葉子長3-6毫米及闊2米，葉上有兩條白線。松果呈球狀，直徑6-8毫米，共有9片松鱗。只有中央的松鱗是為熟的，每片約有2-3顆種子，下排及上排的松鱗細小及不發芽的。種子長2-3就米，每邊有一隻翼。種子在授粉後6-8個月成熟。
於1993年，在智利的一個智利柏標本就老達3622歲，是世界上第二老的樹，僅次於刺果松。其他較大的標本於19世紀及20世紀被砍伐。達爾文亦指曾發現一顆直徑達12.6米的智利柏。
塔斯馬尼亞大學的研究人員在塔斯馬尼亞西北部的利亞河發現了智利柏的葉子化石。這個化石可追溯至3500萬年前。由此可見澳洲及南美洲南部在史前的接近性。
在奇洛埃島，智利柏是非常值錢，以其製作的木瓦可以當作金錢使用。

## 外部連結
- Encyclopedia of the Chilean Flora （页面存档备份，存于）
- Gymnosperm Database （页面存档备份，存于）
- Chilebosque （页面存档备份，存于）